# 世本

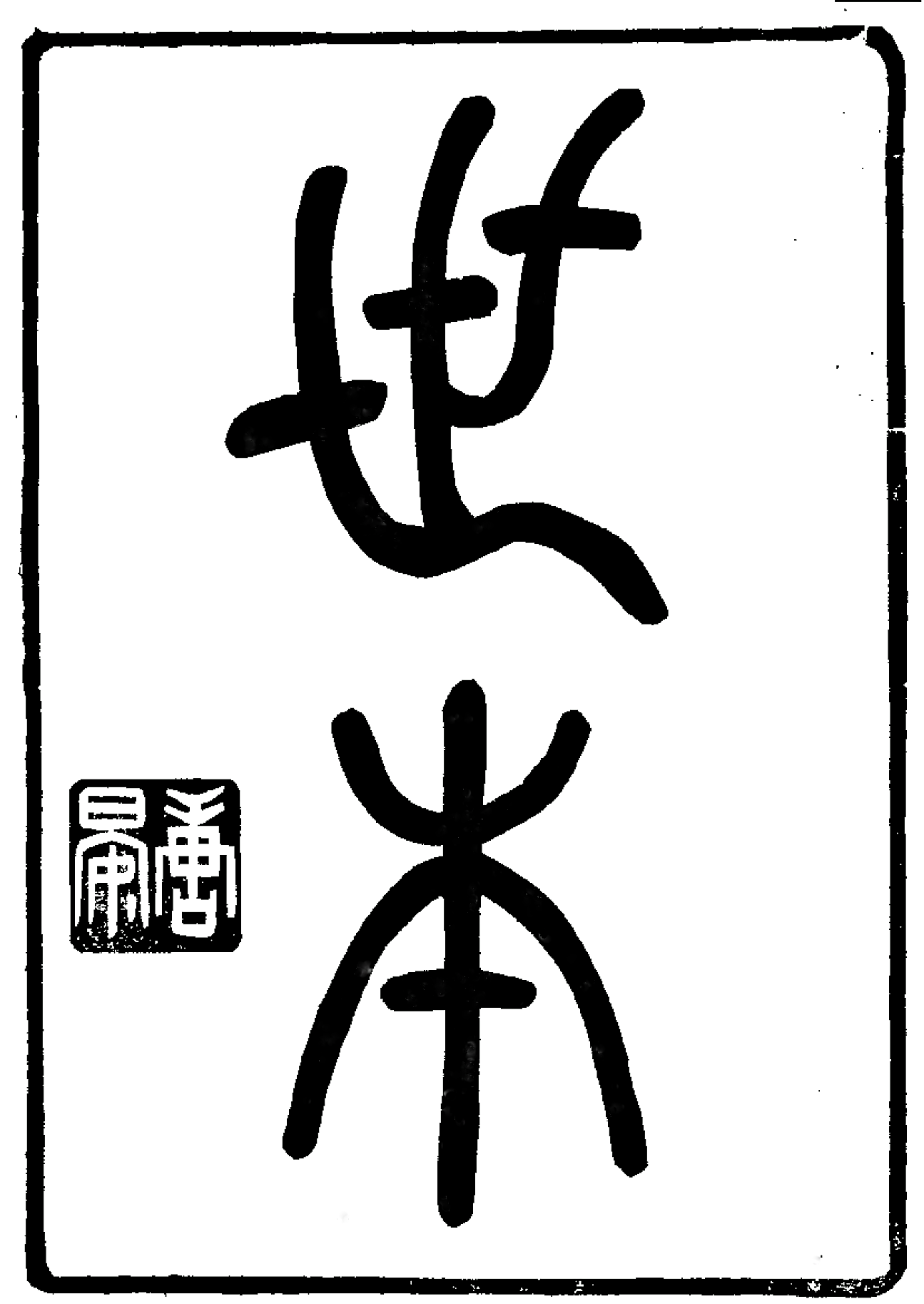
一张写有《世本》条幅

《世本》，又作世或世系。世是指世系；本則表示起源。《世本》十五篇，見《漢‧藝文志》，蓋古史官（可能是由先秦時期史官修撰的）所記也，主要记载上古帝王、诸侯和卿大夫家族世系传承的史籍。全書可分《帝系》、《王侯世》、《卿大夫世》、《氏族》、《作篇》和《居篇》及《諡法》等十五篇。司馬遷的《史記》、韋昭《國語注》、杜預的《春秋經傳集解》、司馬貞的《史記索隱》、張守節的《史記正義》、林宝《元和姓纂》和鄭樵的《通志》都曾引用和參考書中內容。南朝時，《世本》已缺《諡法》一篇，到唐朝又有更多篇目散佚，直至南宋末年全部丟失。後世的學者們根據其他書籍所引內容進行輯補，共分為八種不同輯本，商務印書館曾於1959年將輯本集合而印成《世本八種》。

## 書名
世本一名最初是見於《周禮·春官·小史》中的：“掌邦國之志，奠系世，辨昭穆”。其中，系是指天子的帝系，而諸侯的世系則稱為世本。而《世本》一書直到西漢末年時才經劉向校整後定為現名，後來在唐朝時為避唐太宗李世民諱，又一度改名為《系本》。

## 作者和成書年代
《世本》的作者不見於史，書中所記載的時代，在古人的記載中有三種說法：
1. 始於黃帝，不知止於何時。[3]
2. 始於黃帝，止於春秋。[4]
3. 楚漢之際好事者所作，錄自古帝王公諸卿大夫之世，終於秦末。[5]

而現代有學者因書中稱趙王遷為“今王遷”認為此書是由戰國末年的趙國人所作。成書年代約為秦始皇十三年至十九年（公元前234年—前228年），比《竹書紀年》要晚上六七十年。

## 篇目
《世本》在《漢書》的記載中共分十五篇，但目前可考的只有《帝系》、《王侯》（又稱王侯世、王侯譜）、《卿大夫》、《纪》、《世家》、《传》、《氏姓》、《居》、《作》和《谥法》这十篇。

## 版本
隋志中称《世本》為二卷。根據清時經史學家孫星衍的推斷，這是由劉向整理時所分。所以漢朝以後，《世本》又分作古世本和劉向等人整理的諸家注本兩種。
古世本在唐朝時已存在殘缺，而到南宋則盡數散佚。至於劉向等人的注本約亡於南宋之後，其確切的年代並不清楚。

## 輯本
《世本》散佚之後，後世有許多學者都進行進輯錄工作。而最早的則數南宋時的高似孫，但可惜此輯本現已不存。到明朝後，有澹生堂祁氏抄輯過世本二卷，但未刻印。其原稿原為孫星衍收藏，後來則為秦嘉謨所得，這也是秦世本輯補所依據的藍本之一，其原本現在也已不見。從清中期開始，因為當時風氣喜好輯佚，從事世本輯補工作的不下十餘家，而現存的則主要有八種，分別為：
1. 王謨輯本；
2. 孫馮翼輯本；
3. 陳其榮補訂孫本；
4. 秦嘉謨世本輯補；
5. 張澍稡集補注本；
6. 雷學淇輯本；
7. 茆泮林輯本；
8. 王梓材世本集覽。

商務印書館在1957年將以上八種版本合為《世本八種》出版。